# 250
El año 250 (CCL) fue un año común comenzado en martes del calendario juliano, en vigor en aquella fecha.
En el Imperio romano el año fue nombrado como el del consulado de Trajano y Grato o, menos comúnmente, como el 1003 Ab urbe condita, siendo su denominación como 250 posterior, de la Edad Media, al establecerse el Anno Domini.
Es el año 250 del primer milenio, el año 50 del siglo III y el primer año de la década de 250.

## Acontecimientos

### África
- En el noretyj dice derica, el reino de Aksum (Axum) comienza a controlar el comercio del mar Rojo.

### América
- Fin de la fase Miccaotli e inicio de la fase Tlamimilolpa de Teotihuacán, de acuerdo con René Millon. Comienza la época de florecimiento de esa ciudad.
- De este año datan las tumbas regias, de la cultura mochica, halladas en la costa peruana. Los reyes de Sipán fueron sepultados con sus trajes ceremoniales y numerosas ofrendas.[1]

### Asia
- En Japón comienza el periodo Kofun.
- Se colapsa el Imperio kushán.

### Imperio romano
- Decio ordena la persecución de los cristianos.[2]
- Un grupo de francos penetran en la península ibérica hasta Tarragona (fecha aproximada).
- Los godos invaden Mesia.
- Las tribus alamanas alejan a los romanos del área de Danubio-Ries.
- Una epidemia de peste bubónica comienza en Egipto y se difunde por todo el imperio romano.
- Llegan a Francia varios clérigos nombrados obispos por el papa Fabián para cristianizar a los galos:
  - Marcial a Limoges.
  - Saturnino a Tolosa
  - Dionisio de París a París
  - Austromoine a Clermont
  - Gatien a Tours
  - Pablo a Narbona
  - Trófimo a Arlés

## Nacimientos
- 31 de marzo: Constancio I Cloro, emperador romano, padre de Constantino I.
- Arrio, sacerdote cristiano fundador del arrianismo.
- Clemente de Ankara, obispo y mártir turco (f. 303 a 310).
- Galerio, emperador romano.
- Licinio, emperador romano
- Maximiano, emperador romano.
- Nicolás de Bari, santo de la iglesia católica y ortodoxa.

## Fallecimientos
- 20 de enero: Fabián, papa cristiano martirizado en Roma.
- Dionisio de París, santo católico francés.
- Nagaryuna, fundador del budismo majaiana.

## Arte y literatura
- Arquitectos de la civilización zapoteca (traídos desde el monte Albán, en Oaxaca) hacen reconstruir la ciudad de Teotihuacán como un cosmograma de cuatro ángulos.

## Ciencia y tecnología
- Diofanto escribe su Aritmética, el primer tratado sistemático sobre álgebra.